# 陆玉林
陆玉林（1966年10月—），安徽怀远人，现任中央团校（中国青年政治学院）党委副书记、常务副校（院）长。

## 生平
1988年毕业于安徽师范大学中文系，1994年于中国人民大学获博士学位，同年进入中国青年政治学院工作。先后任中国青年政治学院青少年工作系主任，中国马克思主义学院常务副院长，研究生处处长，教务处处长等职。2012年7月，任中国青年政治学院党委常委、副校长。2019年5月，任中央团校（中国青年政治学院）党委常委、副校（院）长。2020年4月，任中央团校（中国青年政治学院）党委副书记、常务副校（院）长。

## 著作
- 《陆九渊评传——本心的震荡》（1996年，广西教育出版社）
- 《老庄哲学的意蕴》（1999年，经济管理出版社）
- 《东亚的转生：东亚哲学与21世纪导论》（2001年，华东师范大学出版社）
- 《〈道德经〉精粹解读》（2001年，中华书局）
- 《传统诗词的文化解释》（2003年，中国社会科学出版社）
- 《中国学术通史（先秦卷）》（2004年，人民出版社）
- 《当代中国青年文化研究》（2009年，人民出版社）
- 《中国道家》（第一作者）（2019年，中国人民大学出版社）
- 《中国阴阳家》（第一作者）（2019年，中国人民大学出版社）